# Olek Krupa
Olek Krupa, właśc. Aleksander Krupa (ur. 18 marca 1947 w Rybniku) – polsko-amerykański aktor.

## Życiorys
W 1974 ukończył studia na wydziale aktorskim Państwowej Wyższej Szkoły Teatralnej im. Aleksandra Zelwerowicza w Warszawie. Występował w Płockim Ośrodku Kultury i Sztuki (1974–1975), a od roku 1975 związany był z krakowskim Teatrem STU. W 1981 roku wyjechał na stałe do Stanów Zjednoczonych, gdzie kontynuuje karierę aktorską.
Ma dwóch braci, Eugeniusza i Ryszarda.

## Filmografia
- 2017: Szybcy i wściekli 8 jako rosyjski minister obrony
- 2017: Iron Fist jako Radovan Bernivig
- 2016: Ukryte działania (Hidden figures) jako Karl Zielinski
- 2013: Admission jako Polokov
- 2013: Butterflies of Bill Baker jako dr Burzeckaia
- 2012: Dyktator jako pracownik Gazpromu
- 2011: X-Men: Pierwsza klasa jako radziecki kapitan marynarki
- 2010: Salt jako prezydent Borys Matwiejew
- 2009: Co nas kręci, co nas podnieca (Whatever Works) jako Al Morgenstern
- 2008: Tajne przez poufne (Burn After Reading) jako Krapotkin
- 2007: End of the Line jako dr Luxandberg
- 2006: 508 Nelson jako Jurij Niemow
- 2004: Tajna sieć (The Grid) jako Stana Moore
- 2003: Włoska robota (The Italian Job) jako Maszkow
- 2003: Bringing Rain jako Headmaster Gula
- 2001: Za linią wroga (Behind Enemy Lines) jako Lokar
- 2001: Brooklyn Babylon jako wujek Vlad
- 2000: Trzynaście dni (Thirteen Days) jako Andriej Gromyko
- 2000: Oportuniści (The Opportunists) jako Ted Walikaki
- 1999: Nieodparty urok (Simply Irresistible) jako Valderon
- 1999: No Vacancy jako Leonard
- 1999: Zabójczy warunek (Oxygen) jako kochanek Madeline
- 1999: Diamentowa afera (Blue Streak) jako LaFleur
- 1998: O.K. Garage jako Yannick
- 1998: Odkurzaczyk (Stardust) jako Karol Wasacz
- 1997: Alex – sam w domu (Home Alone 3) jako Peter Beaupre
- 1997: Kicked in the Head jako Borko
- 1996: Egzekutor (Eraser) jako Siergiej Iwanowicz Pietrowski
- 1996: Andersonvile (Andersonville) jako Olek Wisnovsky
- 1995: Czysta gra (Fair Game) jako Żukow
- 1995: Moja Antonia (My Antonia) jako Krajiek
- 1993: Blues tajniaków (Undercover Blues) jako Zubic
- 1993: Nagi w Nowym Jorku (Naked in New York)
- 1993: Rivalen des Glücks – The Contenders jako rumuński biurokrata
- 1992: Mac jako Polowski
- 1991: Czcigodni mordercy (Men of Respect) jako Beda
- 1990: Ścieżka strachu (Miller’s Crossing) jako Tad
- 1990: The Kennedys of Massachusetts jako Erich von Stroheim
- 1989: Dzień pierwszy (Day One) jako Edward Teller
- 1989: Czarna tęcza (Black Rainbow) jako Tom Kuron
- 1989: Niewłaściwe miejsce (Misplaced) jako ojciec Jacka
- 1988: Zadzwoń do mnie (Call Me) jako Hennyk
- 1986: 9 1/2 tygodnia (Nine 1/2 Weeks) jako Bruce
- 1984: Daleko od Polski (Far From Poland) jako Jan (głos)